# Nivea Viva Rock Brasil
Nivea Viva Rock Brasil é uma turnê conjunta entre os cantores brasileiros Os Paralamas do Sucesso, Nando Reis, Paula Toller e Marjorie Estiano (substituindo a cantora Pitty, originalmente escalada para o projeto, mas que o deixou em virtude de sua gravidez), sendo a quinta edição do projeto Nivea Viva, da fabricante de cosméticos alemã Nivea.

## Desenvolvimento
Pelo quinto ano seguido, a Nivea celebra a música e a cultura brasileira com o projeto "Nivea Viva". Dessa vez, chegou a hora de homenagear a história do rock nacional, nas vozes de ídolos que conquistaram gerações.
Agora é a hora e a vez de NIVEA VIVA Rock Brasil, e quem comanda essa incrível homenagem são grandes ídolos que atravessam gerações e representam a própria história do gênero musical no Brasil: Os Paralamas do Sucesso, Nando Reis e Paula Toller. Pitty participou apenas dos ensaios da turnê, porém por conta de sua gravidez, foi substituída por Marjorie Estiano.
Serão sete shows gratuitos em sete capitais brasileiras: Porto Alegre, Rio de Janeiro, Recife, Fortaleza, Salvador, Brasília e São Paulo. Uma grande festa embalada pela emoção, e que não vai deixar ninguém parado!

### Apresentações
No evento de apresentação da turnê de homenagem ao rock nacional, que começou por Porto Alegre, a organização anunciou que a cantora Pitty não participaria do show no "Anfiteatro Pôr do Sol" por motivos de saúde, no qual foi anunciada a gravidez da mesma. Depois do anúncio no evento, a própria cantora divulgou nota em sua página oficial contando a novidade: "Tô aqui, gravidinha e muito feliz com a expectativa dessa nova aventura", escreveu Pitty. "É por isso que, com o coração apertado, comunico a vocês que não vou poder participar do primeiro show gratuito do projeto Nívea Viva Rock Brasil". O mesmo aconteceu no segundo show da turnê, no Rio de Janeiro, Pitty não pôde comparecer por indicação médica. A atriz e cantora Marjorie Estiano foi convidada pela diretora do projeto, Monique Gardenberg, e por Liminha, diretor musical e baixista do projeto, para cantar as músicas que caberiam a Pitty.
No dia 20 de abril, Pitty anunciou seu afastamento definitivo da turnê com uma carta, em decorrência da gravidez. Marjorie Estiano foi efetivada em seu lugar para as futuras apresentações do projeto.
No dia 5 de junho, o show de Brasília, no Parque da Cidade Dona Sarah Kubitschek, foi exibido ao vivo pelo canal Multishow. Por sua vez, o último espetáculo da turnê, realizado em São Paulo no dia 26 de junho, na Praça Heróis da FEB, foi filmado pelo SBT e exibido em programa especial no 2 de julho.

## Repertório
1. Banho de lua (Franco Migliacci e Bruno de Filippi, 1959, em versão em português de Fred Jorge, 1960)
2. É proibido fumar (Roberto Carlos e Erasmo Carlos, 1964)
3. Pode vir quente que eu estou fervendo (Eduardo Araújo e Carlos Imperial, 1967)
4. Quero que vá tudo pro inferno (Roberto Carlos e Erasmo Carlos, 1965) - Nando Reis, Paula Toller e Marjorie Estiano
5. Panis et circenses (Caetano Veloso e Gilberto Gil, 1968) - Pitty
6. Ando meio desligado (Arnaldo Baptista, Sérgio Dias e Rita Lee, 1969) - Nando Reis, Paula Toller e Marjorie Estiano
7. Agora só falta você (Rita Lee e Luiz Carlini, 1975) - Nando Reis, Paula Toller e Marjorie Estiano
8. Ovelha negra (Rita Lee, 1975) - Paula Toller
9. Gita (Raul Seixas e Paulo Coelho, 1974) - Nando Reis
10. Sonífera ilha (Branco Mello, Marcelo Fromer, Tony Bellotto, Carlos Barmack e Ciro Pessoa, 1984) - Nando Reis com Os Paralamas do Sucesso
11. Marvin (Patches) (Ronald Dumbar e General Johnson, 1970, em versão em português de Sergio Britto e Nando Reis, 1984) - Nando Reis com Os Paralamas do Sucesso
12. Óculos (Herbert Vianna, 1984) - Os Paralamas do Sucesso
13. Meu erro (Herbert Vianna, 1984) - Os Paralamas do Sucesso
14. Tempo perdido (Renato Russo, 1986) - Dado Villa-Lobos com Paralamas do Sucesso
15. Será (Dado Villa-Lobos, Marcelo Bonfá e Renato Russo, 1985) - Dado Villa-Lobos com Os Paralamas do Sucesso
16. Até quando esperar? (Philipe Seabra, André X e Gutje, 1986) - Marjorie Estiano
17. Como eu quero (Paula Toller e Leoni, 1984 - Paula Toller
18. Nada sei (Apnéia) (Paula Toller e George Israel, 2002) - Paula Toller
19. A dois passos do paraíso (Evandro Mesquita e Ricardo Barreto, 1983) - Nando Reis
20. Ciúme (Roger Moreira, 1985) - Nando Reis
21. Olhar 43 (Luiz Schiavon e Paulo Ricardo, 1985 - Rodrigo Suricato
22. Fullgás (Marina Lima e Antonio Cícero, 1984) - Marjorie Estiano
23. Me adora (Pitty, 2009) - Marjorie Estiano
24. O segundo sol (Nando Reis, 1999) - Nando Reis
25. Vou deixar (Samuel Rosa e Chico Amaral, 2003) - Nando Reis e Paula Toller
26. Anna Julia (Marcelo Camelo, 1999) - Dado Villa-Lobos
27. Primeiros erros (Chove) (Kiko Zambianchi, 1985) - Paula Toller e Rodrigo Suricato
28. Talvez (Rodrigo Suricato, 2011) - Rodrigo Suricato
29. A praieira (Chico Science, 1994) - Marjorie Estiano
30. Proibida pra mim (Chorão, Marcão, Champignon, Pelado e Thiago, 1997) - Nando Reis
31. Você não sabe o que perdeu (Beto Bruno, 2005) - Nando Reis
32. Me deixa(Marcelo Falcão, Xandão, Lauro Farias, Marcelo Yuka e Marcelo Lobato, 1999) - Rodrigo Suricato
33. Mulher de fases (Rodolfo Abrantes e Digão, 1999) - Rodrigo Suricato
34. Monte castelo (Renato Russo, 1989) - Rodrigo Suricato
35. O último romântico (Lulu Santos, Antônio Cícero e Sérgio Souza, 1984) - Todos os artistas
36. Pro dia nascer feliz (Cazuza e Frejat, 1983) - Todos os artistas
37. Do seu lado (Nando Reis, 2003) - Todos os artistas
38. Bis: É preciso saber viver (Roberto Carlos e Erasmo Carlos, 1968) - Todos os artistas
39. Bis: Agora só falta você (Rita Lee e Luiz Carlini, 1975) - Todos os artistas

## Ficha Técnica
- Paula Toller: voz
- Nando Reis: voz
- Herbert Vianna: voz e guitarra
- Marjorie Estiano: voz
- Liminha: direção musical, baixo elétrico e guitarra
- Bi Ribeiro: baixo elétrico
- Dado Villa-Lobos: guitarra
- Rodrigo Suricato: guitarra e violão
- João Barone: bateria
- Maurício Barros: teclados
- Milton Guedes: saxofone e flauta

## Datas
| Data                | Cidade         | Estado            | Local                                  | Nota                                                           | Público         |
| ------------------- | -------------- | ----------------- | -------------------------------------- | -------------------------------------------------------------- | --------------- |
| Brasil              |                |                   |                                        |                                                                |                 |
| 3 de Abril de 2016  | Porto Alegre   | Rio Grande do Sul | Anfiteatro Pôr do Sol                  | Sem a presença de Pitty                                        | 110 mil pessoas |
| 10 de Abril de 2016 | Rio de Janeiro | Rio de Janeiro    | Praia de Ipanema                       | Sem a presença de Pitty; Participação de Marjorie Estiano      | 145 mil pessoas |
| 30 de Abril de 2016 | Recife         | Pernambuco        | Parque Dona Lindu                      | Afastamento definitivo de Pitty e inclusão de Marjorie Estiano | —               |
| 15 de Maio de 2016  | Fortaleza      | Ceará             | Aterro Praia de Iracema                | —                                                              | 200 mil pessoas |
| 22 de Maio de 2016  | Salvador       | Bahia             | Praça Wilson Lins                      | —                                                              | 100 mil pessoas |
| 5 de Junho de 2016  | Brasília       | Distrito Federal  | Parque da Cidade Dona Sarah Kubitschek | Transmissão ao vivo no Multishow                               | —               |
| 26 de Junho de 2016 | São Paulo      | São Paulo         | Praça Heróis da FEB                    | Gravação do SBT e transmissão posterior                        | 250 mil pessoas |